# Pandemia di COVID-19 in Venezuela
I primi due casi della pandemia di COVID-19 in Venezuela sono stati confermati il 13 marzo 2020 e la prima morte è stata segnalata il 26 marzo. Tuttavia, il primo caso di un paziente che ha affermato di avere sintomi di coronavirus risale al 29 febbraio 2020, quando i funzionari governativi sospettavano che la prima persona portatrice del virus avrebbe potuto entrare nel paese già dal 25 febbraio.
Il Venezuela è particolarmente vulnerabile agli effetti su ampia scala della pandemia di COVID-19 a causa della crisi socioeconomica e politica in corso che causa gravi carenze di alimenti e beni di prima necessità, comprese le forniture mediche. L'emigrazione di massa dei medici venezuelani ha anche causato carenze croniche di personale negli ospedali.
Per prevenire la diffusione della malattia in Venezuela, i governi di Brasile e Colombia hanno temporaneamente chiuso i loro confini con il Venezuela.

## Antefatti
Il 12 gennaio 2020, l'Organizzazione mondiale della sanità (OMS) ha confermato che un nuovo coronavirus era la causa di una nuova infezione polmonare che aveva colpito diversi abitanti della città di Wuhan, nella provincia cinese dell'Hubei, il cui caso era stato portato all'attenzione dell'OMS il 31 dicembre 2019.
Sebbene nel tempo il tasso di mortalità della COVID-19 si sia rivelato decisamente più basso di quello dell'epidemia di SARS che aveva imperversato nel 2003, la trasmissione del virus SARS-CoV-2, alla base della COVID-19, è risultata essere molto più ampia di quella del precedente virus del 2003, e ha portato a un numero totale di morti molto più elevato.
Il 5 maggio 2023, l'Organizzazione mondiale della sanità dichiara ufficialmente la fine della pandemia.